# Soyuz PPK
Soyuz PPK, también denominada Soyuz 7K-PPK (PPK de Pilotiruemiy korabl-perekhvatchik, nave interceptora tripulada) fue una nave espacial soviética resultado del rediseño de la Soyuz P por parte de Dmitri Ilyich Kozlov. 

## Historia
La Soyuz PPK, junto con la también militar Soyuz R, era básicamente una modificación de la Soyuz A destinada a misiones circumlunares. El diseño de las versiones militares fueron impulsadas Koroliov como parte de una estrategia para recabar apoyos y financiación de los estamentos militares, dominantes en la astronáutica soviética. El proyecto fue relegado por Koroliov (más interesado en los proyectos de exploración lunar) a la filial número tres de la oficina OKB-1, situada en Samara (antes llamada Kuibishev), dirigida por el diseñador jefe Kozlov.
La Soyuz PPK fue diseñada para realizar operaciones de reconocimiento y eventual destrucción de satélites enemigos. Para ello la nave se acercaría al satélite y lo inspeccionaría. Si fuese necesario destruirlo la Soyuz PPK disponía de ocho pequeños cohetes que los tripulantes, tras alejarse aproximadamente un kilómetro del objetivo, apuntarían y lanzarían hacia este.
Los diversos retrasos en el desarrollo de las diferentes Soyuz llevaron a la cancelació del proyecto

## Especificaciones
- Tripulación: 2
- Longitud: 6,5 m
- Diámetro máximo: 2,72 m
- Volumen habitable: 13 m³
- Masa: 6700 kg